# 竜野駅
竜野駅（たつのえき）は、兵庫県たつの市揖保川町黍田（）にある、西日本旅客鉄道（JR西日本）山陽本線の駅である。

## 概要
「竜野」と言う駅名だが、たつの市の中心市街である龍野町から約5km離れており、旧山陽道の正條宿に近い地に位置している。そのため開設当時は、当駅から龍野の城下町までを結ぶ、約5kmの龍野鉄道敷設計画があったが、実現には至らなかった。
JTB時刻表におけるたつの市の代表駅は当駅では無く、旧龍野市の中心駅であった姫新線本竜野駅のままとなっている（利用者は当駅の方が多い）。当駅からたつの市中心部へは、たつの市コミュニティバスで揖保川沿いに北上することとなる。
1889年（明治22年）11月11日 に、山陽鉄道が姫路駅から延伸した際に開設。しかしながら、揖保川を渡る鉄橋の工事が大幅に遅れていたため、川の東側に仮駅を設置し、営業開始。翌年に有年駅まで路線が延伸されると同時に、現在の場所へ移転した。駅名は1890年（明治23年）に山陽鉄道の駅として開業して以来令和の現在に至るまで一貫して「竜野」であるが、所在地は開業当初揖西郡神部村、そして戦後は旧龍野市の隣町にあたる揖保郡揖保川町に属していた。2005年（平成17年）10月1日に旧龍野市・揖保川町など1市3町が合併して、たつの市となり、名実共に所在自治体がはじめて「たつの」になった。

## 歴史

### 「竜野」の駅名表記について
開設当初の駅名表記は「龍野」で、1958年（昭和33年）11月当時の当駅の駅名標も「龍野」と表記されていた。書体が丸ゴシック体である事から、1954年（昭和29年）12月以降に書き替えられた物である。時期は不明だが、本竜野駅と共に表記が「龍野」から「竜野」に変わり、龍野市とは漢字が一致しなくなった。

### 年表
- 1889年（明治22年）11月11日：山陽鉄道姫路駅 - 当駅間延伸時に終着駅として開設[1][2]。旅客・貨物取扱開始[2]。姫路寄りの揖保川東側に駅を仮駅とし、営業開始[2]。
- 1890年（明治23年）7月10日：当駅 - 有年駅間延伸。同時に現在地へ移転[1][2]。
- 1906年（明治39年）12月1日：山陽鉄道国有化[2]、官設鉄道の駅となる。同時に現駅舎使用開始。
- 1909年（明治42年）10月12日：線路名称制定、山陽本線所属となる。
- 1972年（昭和47年）3月15日：貨物の取り扱いを廃止[2]。
- 1984年（昭和59年）2月1日：荷物扱い廃止[2]。
- 1987年（昭和62年）4月1日：国鉄分割民営化に伴い、西日本旅客鉄道（JR西日本）の駅となる[2]。
- 1997年（平成9年）3月8日：JR神戸線標準接近メロディ「さざなみ」導入[5]。
- 1998年（平成10年）2月26日：自動改札機設置、使用開始[6]。
- 2003年（平成15年）11月1日：ICカード「ICOCA」の利用が可能となる。
- 2006年（平成18年）10月1日：運行管理システム (JR西日本)#JR京都・神戸線システムJR京都・神戸線運行管理システム導入。
- 2007年（平成19年）
  - 2月：旧3番のりばが2番のりばを名乗るようになる。
  - 3月18日：駅自動放送更新。
- 2011年（平成23年）5月：改札内多目的トイレ使用開始。
- 2012年（平成24年）3月17日：改札内エレベーター通路使用開始。
- 2013年（平成25年）：駅改札を簡易型に交換。
- 2015年（平成27年）3月12日：入線警告音見直しに伴い、接近メロディをJR神戸線標準接近メロディ「さざなみ」音質見直し版に再度変更。
- 2021年（令和3年）
  - 1月19日：2番のりばに停車する7・8両編成列車停止位置が、1両分相生寄りに変更。
  - 10月2日：ダイヤ見直しに伴い、日中に停車する列車が1時間当たり2本から1本に半減[7][8]。
- 2024年（令和6年）
  - 2月20日：みどりの窓口営業終了[9]。
  - 2月21日：仮駅舎の供用を開始[9]。
- 2025年（令和7年）5月31日：新駅舎の併用を開始[10]。

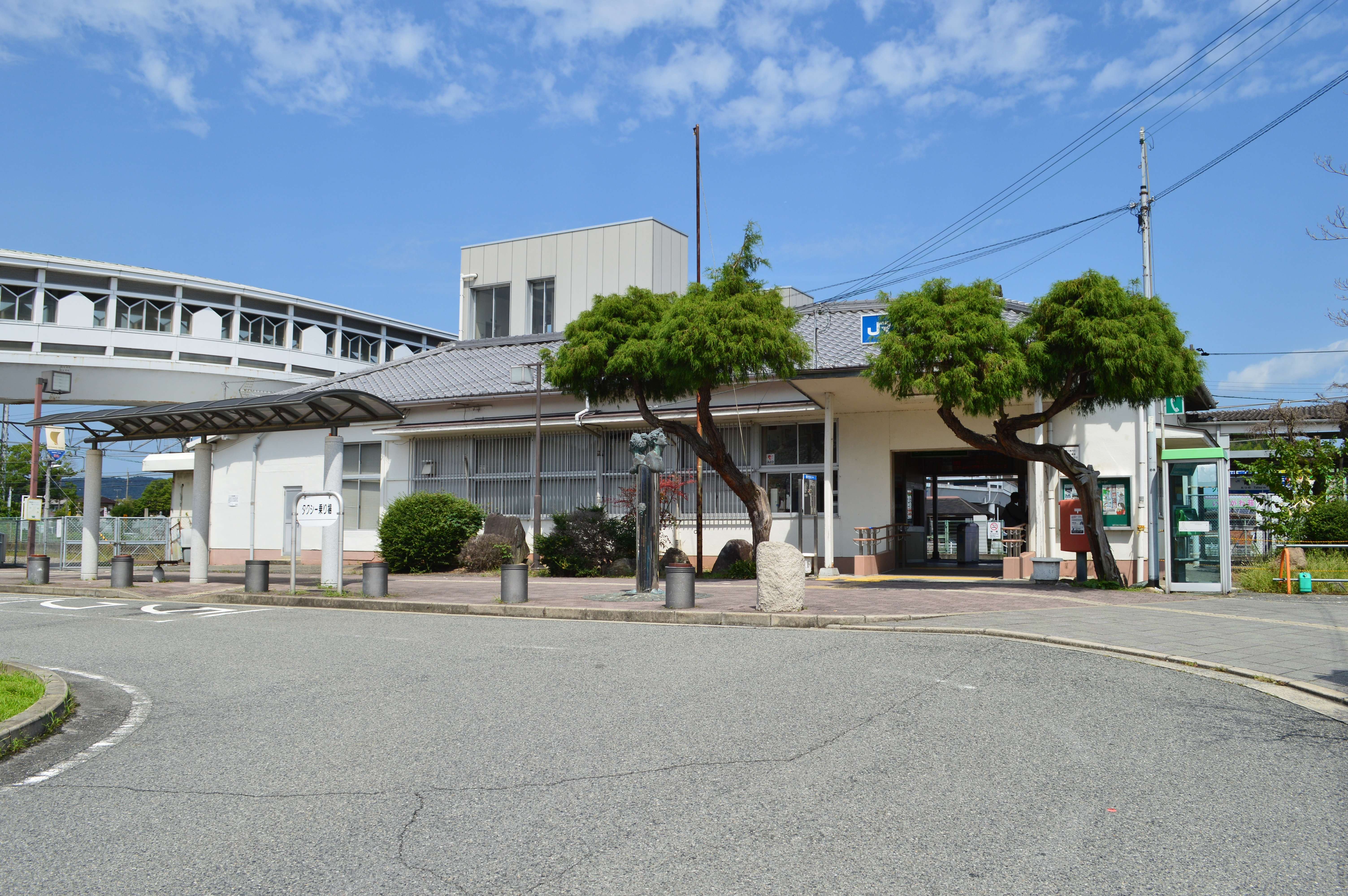
旧駅舎（2019年8月）

## 駅構造
橋上駅舎により駅の南北から利用が可能。
2両編成対応単式ホーム2面2線を有する地上駅。以前は2面3線であったが、旧2番線は両端ポイント部分の線路が撤去され、何年か後に残りの線路も全て撤去された。
業務委託駅（JR西日本交通サービス受託）、自動券売機が設置されている。ICOCA及び提携ICカードが利用可能で、ICOCA対応の自動改札機が設置されている。
旧駅舎は木造平屋建てで、1906年（明治39年）12月1日に建設。2016年（平成28年）から、駅舎の橋上化及び周辺の再整備が行われ、利用開始から2024年（令和6年）2月20日まで117年間使用された木造駅舎は、橋上新駅舎建設の為に撤去された。同年2月21日から2025年（令和7年）5月31日の新駅舎完成までは仮駅舎で運用された。また1930年（昭和5年）に設置された構内の陸橋も、新駅舎の工事と共に撤去。

### のりば
| のりば | 路線     | 方向 | 行先                     | 備考                     |
| ------ | -------- | ---- | ------------------------ | ------------------------ |
| 1      | 山陽本線 | 下り | 上郡・播州赤穂・岡山方面 | 日中は赤穂線直通列車のみ |
| 2      | 山陽本線 | 上り | 姫路・大阪方面           |                          |

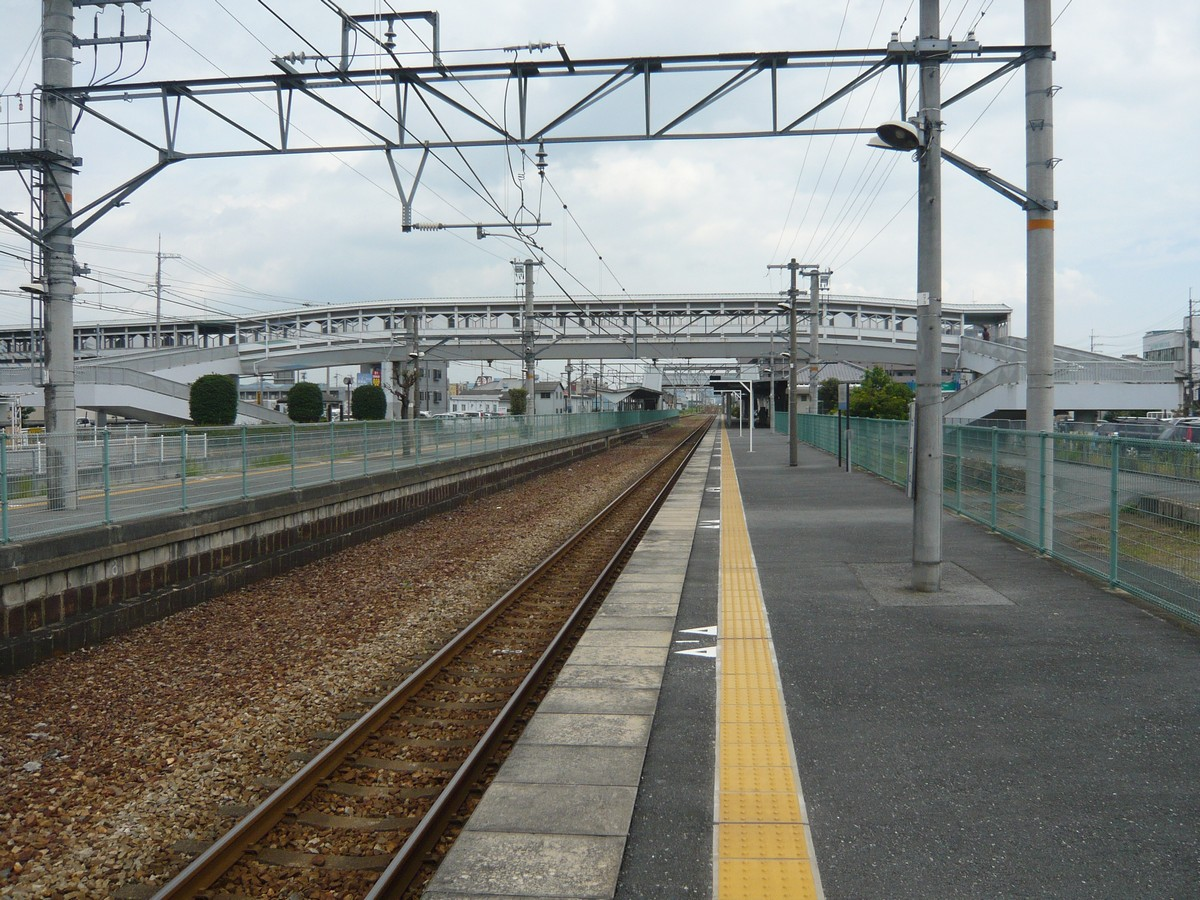
ホーム（2007年8月）

## ダイヤ
日中時間帯は上下共に、普通電車が1時間に1本停車する。
2016年3月26日ダイヤ改正に伴い新快速日中運転は取止められ、朝晩のラッシュ時間帯のみ運行されるようになった。2021年10月2日からは日中時間帯は上下共に1時間当たり1本に半減した。
当駅を含む山陽本線姫路駅 - 相生駅間は、赤穂線相生駅 - 播州赤穂駅間と一体運用となっており、日中は全列車が次の相生駅から赤穂線・播州赤穂方面に入る。この時間帯に上郡・岡山方面に行く場合は相生駅で乗換が必要。朝晩は山陽本線経由姫路駅 - 上郡・岡山方面間列車が運行されるため1時間3 - 4本と多くなる。
当駅と相生駅・有年駅・上郡駅は12両編成までの乗入に対応しているが、赤穂線内の西相生駅・坂越駅・播州赤穂駅ホーム有効長が最大8両編成分しか無く、12両編成での乗入が出来なくなっている。そのため、大阪方面と赤穂線・山陽本線上郡方面とを直通運転する朝晩の新快速は、姫路駅（朝の上り列車は網干駅）で米原寄りの編成を増解結した上で当駅に停車している。但し当駅に乗入れる列車は、上り始発と下り終電（いずれも上郡発着普通列車）の10両編成が、岡山方面発着列車は7両編成が最長であり、定期運用で12両編成が入ることは無い。

## 利用状況
「兵庫県統計書」と「たつの市統計書」によると、2023年（令和5年）度の1日平均乗車人員は1,959人である。
近年の1日平均乗車人員の推移は以下の通り。
| 年度   | 1日平均 乗車人員 |
| ------ | ---------------- |
| 1995年 | 2,346            |
| 1996年 | 2,396            |
| 1997年 | 2,381            |
| 1998年 | 2,499            |
| 1999年 | 2,453            |
| 2000年 | 2,382            |
| 2001年 | 2,243            |
| 2002年 | 2,108            |
| 2003年 | 2,053            |
| 2004年 | 2,024            |
| 2005年 | 1,983            |
| 2006年 | 1,967            |
| 2007年 | 1,978            |
| 2008年 | 1,998            |
| 2009年 | 1,940            |
| 2010年 | 1,955            |
| 2011年 | 2,014            |
| 2012年 | 2,088            |
| 2013年 | 2,151            |
| 2014年 | 2,091            |
| 2015年 | 2,169            |
| 2016年 | 2,177            |
| 2017年 | 2,172            |
| 2018年 | 2,165            |
| 2019年 | 2,204            |
| 2020年 | 1,787            |
| 2021年 | 1,889            |
| 2022年 | 1,984            |
| 2023年 | 1,959            |

## 駅周辺
- たつの市役所揖保川総合支所（旧揖保川町役場）
- たつの市総合文化会館アクアホール
  - たつの市立揖保川図書館
- たつの市立揖保川公民館
- 揖保川郵便局
- 片島簡易郵便局
- 正条北簡易郵便局
- 神戸神社
- 昭和高分子龍野工場
- たつの市立揖保川中学校
- 揖保川文化センター
- 国道2号
- 兵庫県道120号たつの竜野停車場線
- 兵庫県道441号中島揖保川線
- 兵庫県道442号岩見揖保川線
- 揖保川

### バス路線
駅前を通る兵庫県道120号線沿いに「竜野駅」停留所があり、たつの市コミュニティバスの路線（しんぐう総合センター - 新舞子）が発着する。
備考
- 以前は新舞子荘行きの設定があったが、運行経路見直しが行われ、2017年（平成29年）に廃止された[20]。

## 隣の駅
西日本旅客鉄道（JR西日本）
 山陽本線（赤穂線直通列車含む）
・■普通（普通列車は明石駅以東は快速）
網干駅 - 竜野駅 - 相生駅